# Tillandsia stipitata
Tillandsia stipitata är en gräsväxtart som beskrevs av Lyman Bradford Smith. Tillandsia stipitata ingår i släktet Tillandsia och familjen Bromeliaceae. Inga underarter finns listade i Catalogue of Life.